# Ren Kano
Ren Kano (født 31. oktober 1994) er en japansk fodboldspiller, som spiller for den japanske fodboldklub SC Sagamihara.